# Гауссу Діавара
Гау́ссу Діава́ра́ (Gaoussou Diawara; *1940, Уелессебуґу, Французький Судан, тепер Малі) — малійський поет, письменник, історик, театральний критик.

## З життєпису
Народився в 1940 році в Уелессебугу (Ouélessébougou) неподалік Бамако. 
Середню освіту здобув на батьківщині, а потім поїхав до СРСР, де навчався в Інституті світової літератури та Державному інституті театрального мистецтва ім. А. В. Луначарського в Москві.
Повернувшись у Малі, став першим малійським професором драматургії в Національному інституті мистецтв. Згодом повернувся до Москви, щоб захистити дисертацію про малійський театр.
Працював професором факультету літератури Університету Малі. 
До розпаду СРСР був генеральним секретарем Товариства дружби «Малі — СРСР», активним діячем руху солідарності письменників країн Азії та Африки.
Голова Спілки малійських письменників і місцевого осередку Міжнародного інституту театру.
Багато подорожує, пропагуючи теорію театру в різних інститутах Європи та США.
Гауссу Діавара — кавалер Національного ордена «За заслуги» Франції та лицар Національного ордена «За заслуги» Малі, є лауреатом премії ЮНЕСКО за поезію та премії RFI Міжафриканського театрального конкурсую

## З творчості
Поезія Гауссу Діавари — експресивна й сповнена національних мотивів. Також автор гостросоціального роману «Світанок баранів» (L'Aube des béliers, 1972; відзначений премією prix RFI 1976)). Як історик відомий дослідженнями з середньовічної Малі, зокрема про звитяги Абубакара II, славних традицій мандінго, зокрема малінке, про Томбукту тощо. Також автор численних розвідок, як про національний, так і світовий театр.
Вибрана бібліографія
- L'Heure du choix: Théâtre, Editions-Imprimèries du Mali, 1979, 70 p.
- Afrique, ma boussole, 1980.
- L’Aube des béliers, DAEC Coopération, 1972.
- Panorama critique du théâtre malien dans son évolution, Sankoré, 1981, 109 p.
- La Terre et le pain, 1981.
- Les Nouvelles maliennes, Editions-Imprimèries du Mali, 1982, 168 p.
- La Grande panique, 1983.
- La mémoire du cœur, ou, L'an 25 de la coopération soviéto-malienne, Editions-Imprimèries du Mali, 1985, 45 p.
- La terre et le pain: poèmes, Editions-Imprimèries du Mali, 1987, 63 p.
- Comment la tortue se venge de l’hyène, 1989.
- Abubakari II: théatre, Lansman, 1992, 37 p.
- Bonjour libertéб 1995.
- Théâtres et sociétés au Mali, Éditions Teriya, 1999, 252 p.
- Avec 2000 bateaux il partit ...: la Saga du Roi Mande Bori (Abubakari II), Oslo: Skyline, 2000, 217 p.
- Tombouctiennes: légendes, récits, histoire, poésie, Éditions Teriya, 2007, 90 p.
- Abubakari II: explorateur mandingue, Paris: L'Harmattan, 2010, 104 p.
- La renaissance du phénix: poème dramatique, Sahélienne, 2013, 32 p.
- Le grenier (Collection Mémoire. V. 2), La Sahélienne, 2016, 139 p.